# Nereis multignatha
Nereis multignatha är en ringmaskart som beskrevs av Imajima och Hartman 1964. Nereis multignatha ingår i släktet Nereis och familjen Nereididae. Inga underarter finns listade i Catalogue of Life.